# Bornargiolestes
Bornargiolestes is een geslacht van libellen (Odonata) uit de familie van de Megapodagrionidae (Vlakvleugeljuffers).

## Soorten
Bornargiolestes omvat 1 soort:
- Bornargiolestes niger Kimmins, 1936